# 千里達號輕巡洋艦
千里達號（英語：HMS Trinidad）是英國皇家海軍的斐濟級輕巡洋艦。本艦在北極執行護航任務時失事，於護送PQ 13艦隊期間受損，最終於1942年沉沒。

## 艦歷

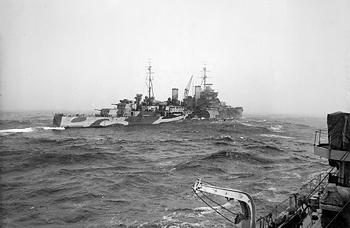
巡邏中的千里達號(狂怒號驅逐艦攝)。

### 服役初期
千里達號由德文港海軍基地建造。於1938年4月21日安放龍骨，1941年3月21日下水，並於同年10月14日服役。該艦在其短暫的服役期間內，隸屬英國本土艦隊。

### 誤傷自己
1942年3月，千里達號在護送PQ 13時，與其他護航艦遭遇納粹1936A型驱逐舰，並與其交火。期間，本艦擊中並重創驅逐艦Z26，隨後發射魚雷進行攻擊。然而其中一枚魚雷出現故障，可能是受到通往俄羅斯的大西洋航線上常見的冰冷水域與低溫影響；該魚雷在水面上緩慢前行，速度遠低於預期的46節，導致其在千里達號實施之字型閃避時，誤擊本艦。此次誤擊造成32人喪生。倖存者包括海軍中校威廉斯（Lt. Commander Williams）與皇家海軍樂隊員喬治·勞埃德，後者是艦上進行曲的作曲者。這首進行曲於2013年9月7日「逍遙音樂會」上演奏，當時艦上最後一位倖存者亦在現場。

### 緊急維護
千里達號被拖離戰場後，靠自身動力前往莫曼斯克。途中U-378號潛艇曾試圖攻擊該艦，但被狂怒號發現並攻擊。抵達莫曼斯克後，艦上進行了部分維修。
她於1942年5月13日啟程返航，由驅逐艦遠見號、森林人、索馬里號與無敵號護送，英國本土艦隊的其他軍艦則在附近提供掩護支援。由於先前損傷，她的航速被限制在20節（約每小時37公里）。屋漏偏逢連夜雨，5月14日，在歸國的路上，她遭到20多架Ju 88轟炸機攻擊，雖大多數轟炸未擊中，但其中一枚炸彈正中她之前受損的位置，引發嚴重火災。這次攻擊造成63人喪生，包括20名來自兩週前被擊沉的爱丁堡号轻巡洋舰的生還者 。

### 宣告死亡
最終，軍方決定將千里達號自沉，自沉於5月15日進行，由無敵號發射魚雷，將其擊沉於北角以北的北極海。
事件中有四名正前往英國的捷克空軍人員—士官長弗拉季斯拉夫·拉什托維奇卡（Vratislav Laštovička）、下士揚·費拉克（Jan Ferák）、約瑟夫·納維斯尼克（Josef Návesník）和博胡斯拉夫·齊克蒙德（Bohuslav Zikmund）—在事件中喪生，另有三名空軍人員獲救。

## 後世創作
2025年5月17日，碧藍航線於日版官方推特公告千里號即將上線於遊戲中。

### 資料來源
1. ↑  . BBC News. 7 September 2013  [27 March 2015].
2. ↑  . uboat.net.   [27 March 2015]. （原始内容存档于2010-10-28）.
3. ↑  . naval-history.net.   [27 March 2015].
4. ↑  . naval-history.net.   [27 March 2015]. （原始内容存档于2012-05-05）.
5. ↑  . uboat.net.   [27 March 2015]. （原始内容存档于2010-10-15）.
6. ↑   [During the sinking of HMS Trinidad, four MS pilots died. 15. 5. 1942 - 77 years ago]. fronta.cz.   [8 May 2020] （捷克语）.
7. ↑  @azurlane_staff. . Twitter. アズールレーン公式.   [2025-06-04].